# Théâtre Thália (Košice)
Le Théâtre Thália (slovaque : Divadlo Thália, hongrois : Thália Színház) est le théâtre de la minorité hongroise de la ville de Košice en Slovaquie. Situé à proximité du centre-ville dans un bâtiment d'architecture fonctionnaliste de 1935. Le théâtre fut fondé en 1969. Une troupe de vingt acteurs professionnels y réside et se produit également dans le sud de la Slovaquie et en Hongrie.